# Táborszky Mihály János
Táborszky Mihály János vagy Táborszky János (Verbó, 1800 k. – Temesvár, 1884) hegedűművész, zeneszerző. Táborszky Nándor (1835–1893) zeneműkiadó apja.

## Életútja
1827-ben keltett feltűnést Pesten az egyik első magyarországi vonósnégyes megalapításával. Táborszkyn kívül a Pesti Városi Német Színház zenekarának tagjai alkották a kamarazenekart: az együttes másodhegedűse Adler György (1789–1862), brácsása bizonyos Pfeiffer (esetleg Pfeifer), csellistája előbb Borzaga, majd Vágner József (1791–1858) volt. Koncertjeiken, valamint Táborszky és Vágner önálló estjein időnként a fiatal Erkel Ferenc szolgáltatta a zongorakíséretet. Rendszerint a klasszikus bécsi mesterek – Mozart, Haydn, Beethoven és mások – kvartettjeit játszották, de Táborszky 1834-ben önálló hegedűesteket is adott. Gyakran felléptek a jól gordonkázó Brunswick József gróf (1776–1832) estélyein is, aki 1819 és 1821 között a német színház bérlője volt. Zenekaruk 1834-ben a Nemzeti Casino rezidens vonósnégyese lett, majd 1838-ban kvintetté bővültek (Táborszky, Härtl, Kichlehner, Pfeiffer, Vágner). A zenekar 1838–1839 táján szűnt meg (ennek oka lehetett, hogy Vágner egészsége ez idő tájt rendült meg annyira, hogy a muzsikusi pályát fel kellett hagynia, Adlert pedig ekkor nevezték ki templomi zeneigazgatónak).
Az általa komponált, Változatok egy magyar népdalra című hegedűdarabot 1837-ben Erkel mutatta be Pesten. Tanítványa volt Jáborszky Mihály hegedűművész.